# Służka (architektura)

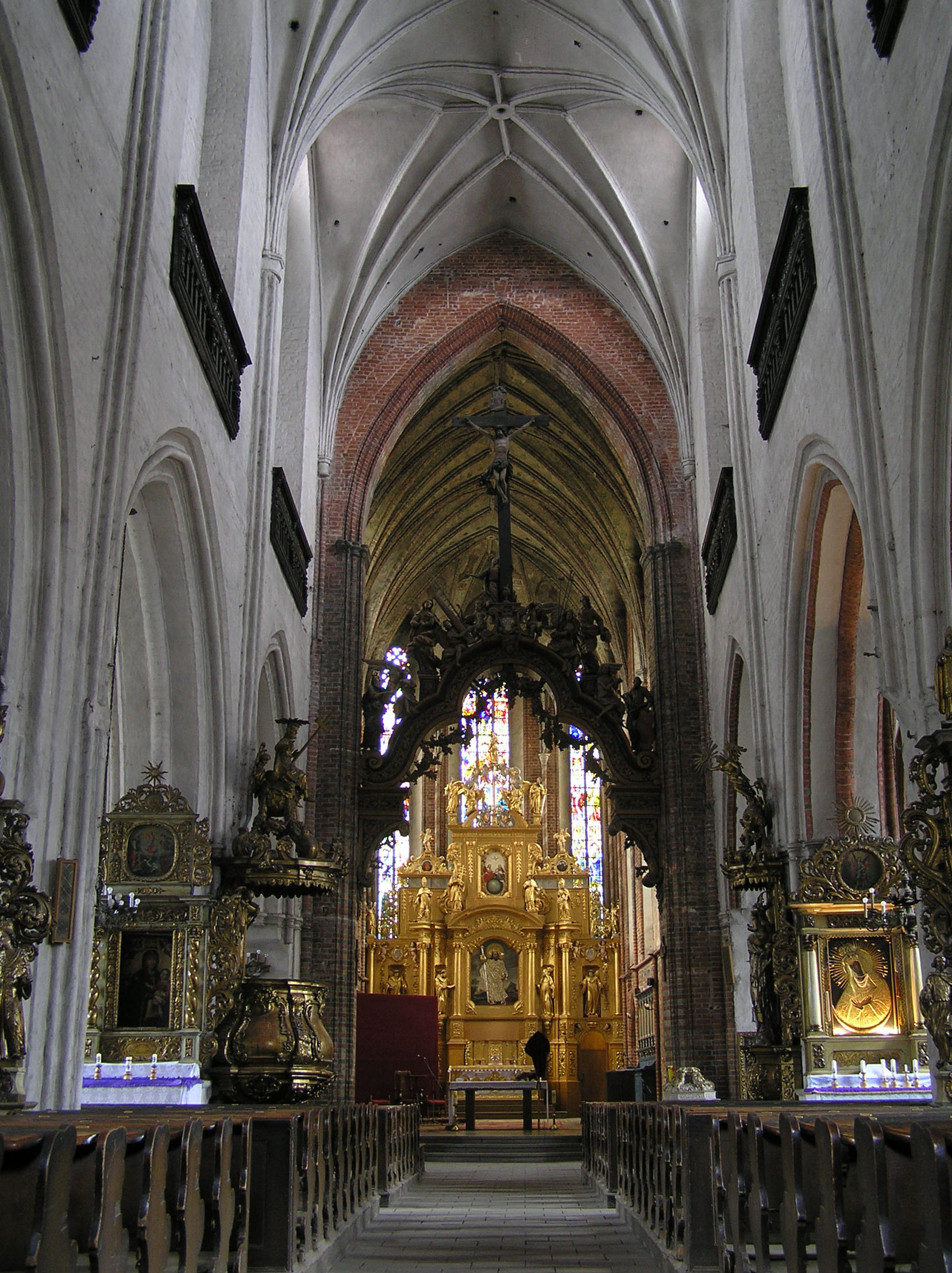
Nawa główna. Kościół św. Jakuba. Toruń

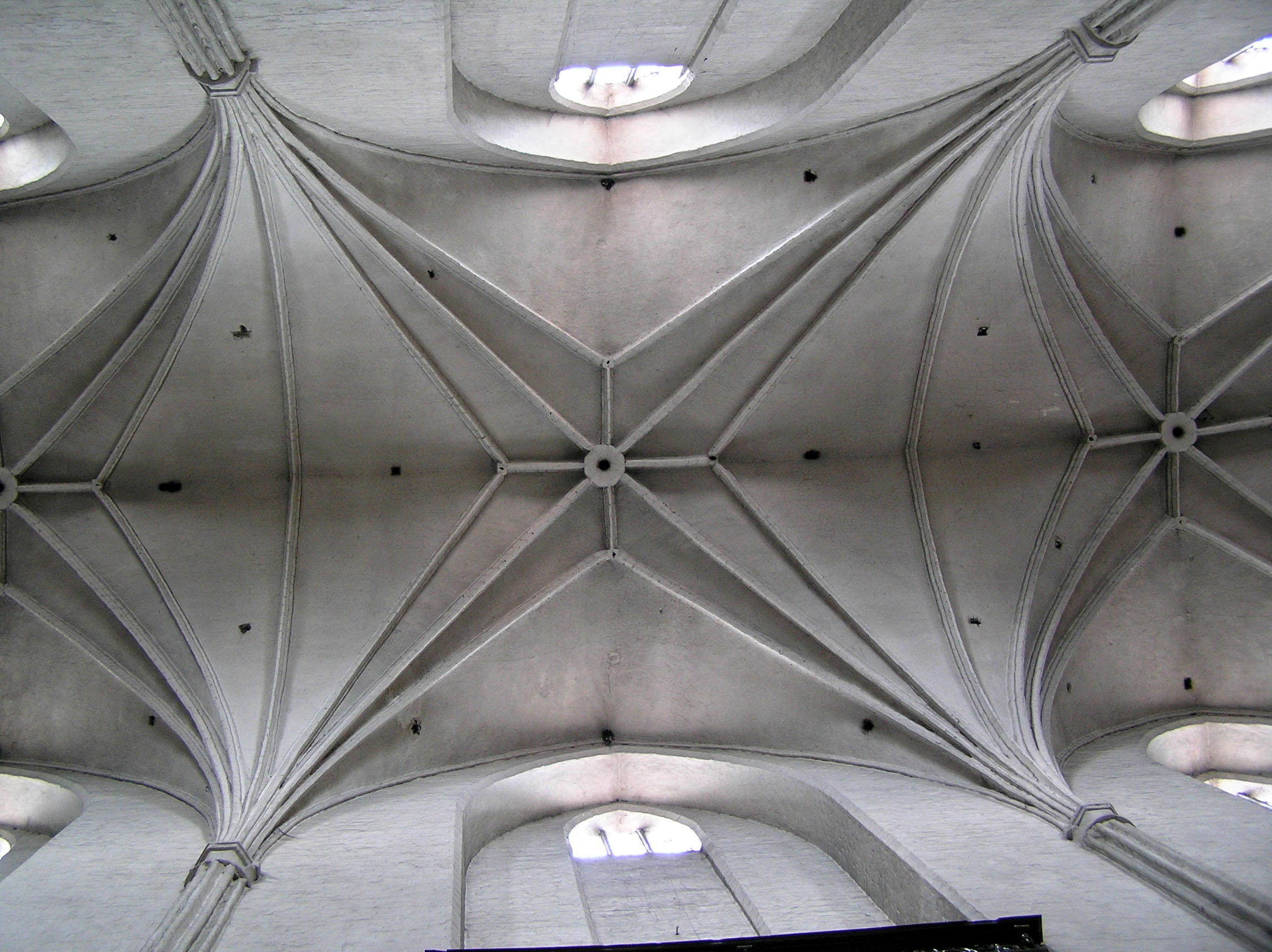
Widok sklepienia. Kościół św. Jakuba. Toruń

Służka – pionowy element o małym przekroju dostawiony do ściany lub filaru stosowany w budownictwie kościelnym w okresie od XI do XV wieku (w architekturze romańskiej i gotyckiej), pełniący statyczną funkcję przenoszenia, za pośrednictwem żeber, ciężaru sklepienia krzyżowo-żebrowego na podłoże (fundament).
Stosowany jako element konstrukcyjny i dekoracyjny. Pionowa służka łączy się z żebrami sklepienia, tworząc swoiste przejście między ścianą a sklepieniem. Służka dzieliła wnętrze zgodnie z rytmem przęseł. Była elementem stosowanym w nawach głównych rzadziej w nawach bocznych w kościołach o dużym znaczeniu, głównie w katedrach. W Polsce spotykana głównie w budowlach późnego gotyku.

## Systematyka
Zależnie od materiału: służki wykonywano z kamienia lub z cegły.
Służki występowały jako:
- pojedyncze – o wyglądzie zbliżonym do półkolumny;
- wiązki służek – służki w kształcie kilku walców zebranych razem i przytwierdzonych do ściany;
- służka spływająca – służka biegnąca nieprzerwanie od stropu do posadzki; w kształcie podobne do żeber, z którymi się łączyły;
- służka wisząca – służka zakończona pośrodku ściany, nie dochodząca do posadzki, wsparta na własnej konsoli.

## Pochodzenie nazwy
Nazwa prawdopodobnie pochodzi od staropolskiego określenia służącego: służka, odnoszącego się do mężczyzny. Określeniem tym odróżniano sługę, który pełnił bardzo odpowiedzialne funkcje – jak szambelan, klucznik, łowczy (pochodząc często ze szlachty), od zwykłego prostego sługi do zwykłych prac domowych.
Służka architektoniczna, podpierając gurty i żebra również pełni, w pewnym sensie, role służebną dla łęku sklepiennego.

## Rola konstrukcyjna
Wiek XI: pierwsze, masywne, kamienne służki, sytuowane pod belkami stropowymi drewnianych stropów zwiększając masę ściany miały dużą rolę konstrukcyjną.
W II poł. XI wieku rozpoczęto stosowanie sklepień: kolebkowego, a następnie krzyżowego.
Gdy jakiś czas później odkryto korzyści konstrukcyjne stosowania żeber sklepiennych (tzw. gurtów), służki sytuowane pod żebrami zaczęły przenosić ciężar z żeber do posadzki.
Wraz z rozwojem systemów konstrukcyjnych, gdy ciężar sklepienia coraz bardziej spoczywał na przyporach i filarach, a coraz mniej na ścianie, rosła rola służki zwiększającej masę filaru do którego była przytwierdzona.
Rozwój sklepień również przyczynił się do zwiększenia roli służki. Przy sklepieniu krzyżowo-żebrowym do jednego punktu ze sklepienia schodziły trzy żebra. Przy sklepieniu gwiaździstym i palmowym pięć i więcej. Ponieważ ilość służek odwzorowywała zazwyczaj ilość żeber służki tworzyły na ścianie tzw. wiązki służek o sporej nieraz masie.
Z biegiem czasu służki stawały się coraz smuklejsze i coraz mocniej profilowane.
Po wynalezieniu systemu przyporowego, gdzie zastosowano łuk odciążający (inaczej łęk odciążający), gdy większość ciężaru sklepienia przejęły przypory zewnętrzne, rola konstrukcyjna służki zmalała.
Nie schodziły już do posadzki, ale były zakończane początkowo na głowicy filarów, a później nawet na ścianie, nad arkadami nawy głównej, nie mając już niemal żadnego znaczenia konstrukcyjnego.

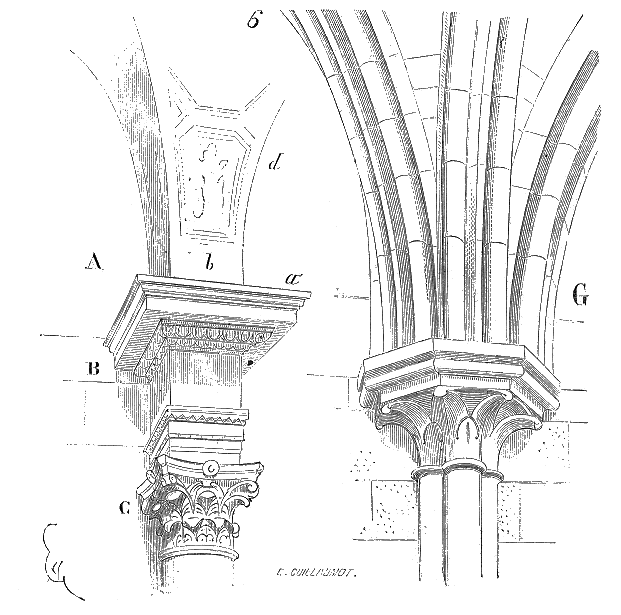
Przejście żeber w służki. Jedno żebro odpowiada jednej służce
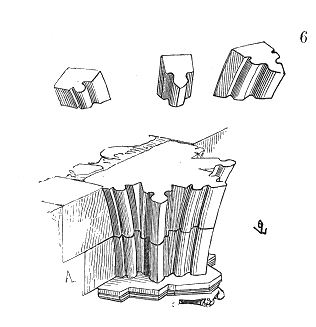
Zebranie kilku żeber w wiązkę dawało dużą powierzchnię przekroju
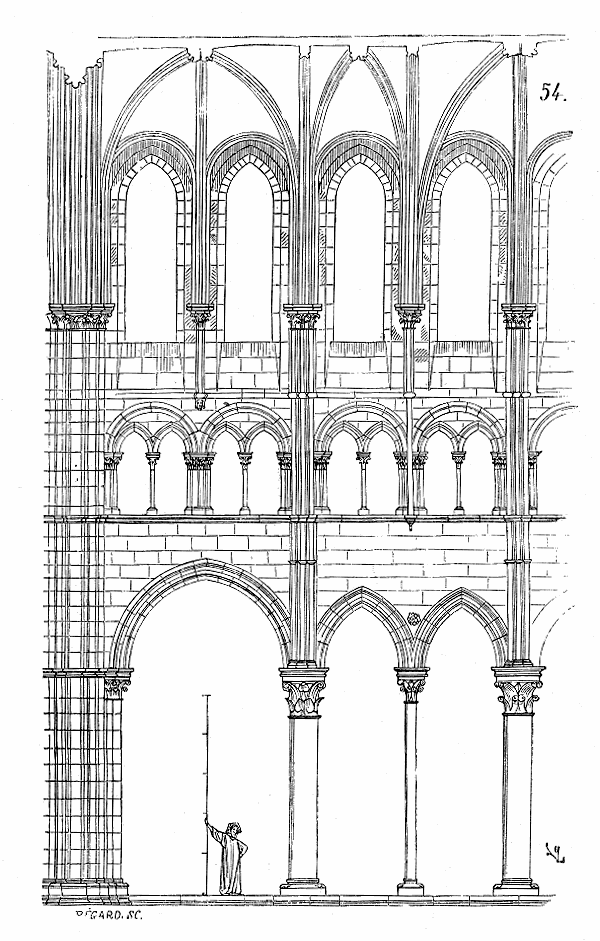
Służki wiszące i schodzące do filaru (naprzemiennie)

## Historia i rozwój
Służki były elementem typowym dla stylów romańskiego i gotyckiego.
Pierwsze służki miały formy bardzo proste – w formie półkolumny, przylepione do kamiennej ściany stanowiły jeden z niewielu elementów w architekturze wczesnoromańskiej urozmaicającej surowe wnętrza kościołów.
Gdy rozpoczęto stosowanie żeber sklepiennych elementy żeber i służek zostały ze sobą połączone: przy sklepieniu kolebkowym pionowa służka biegła po ścianie, docierała do sklepienia i biegła dalej w postaci łuku sklepiennego (gurtu), by zejść po przeciwległej ścianie, tworząc układ ramy. Taka rama, powtarzając się co przęsło nadawała wnętrzu rytm.

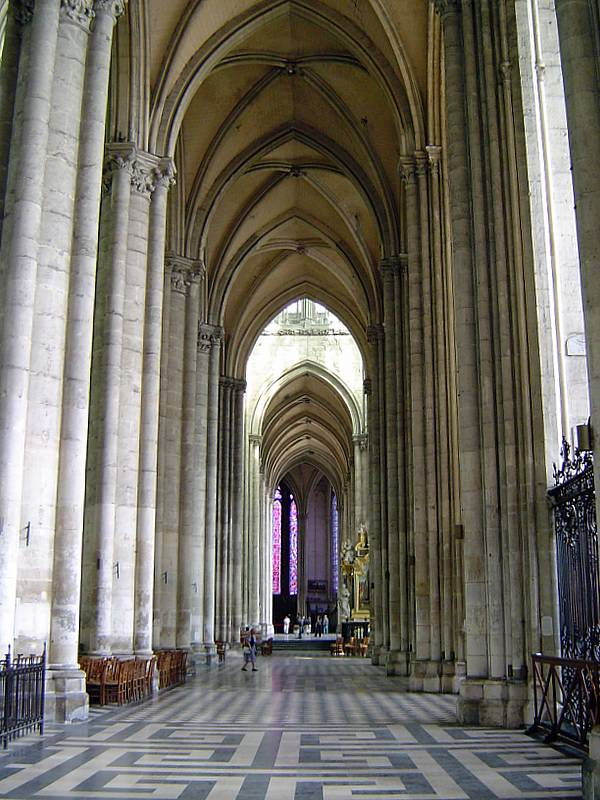
Potężne służki usztywniające ścianę. Katedra w Amiens
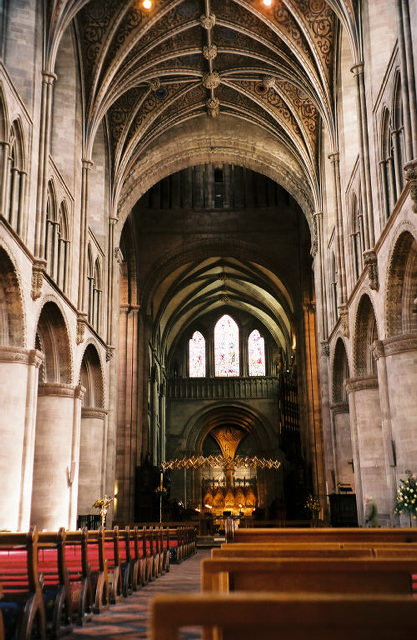
Służki wiszące. Katedra w Hereford
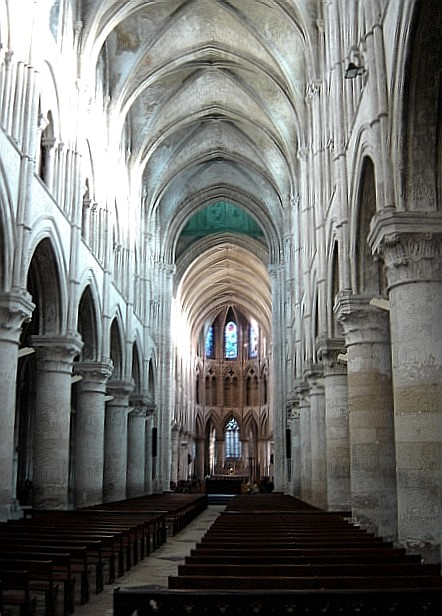
Służki kończące się na kapitelu filaru
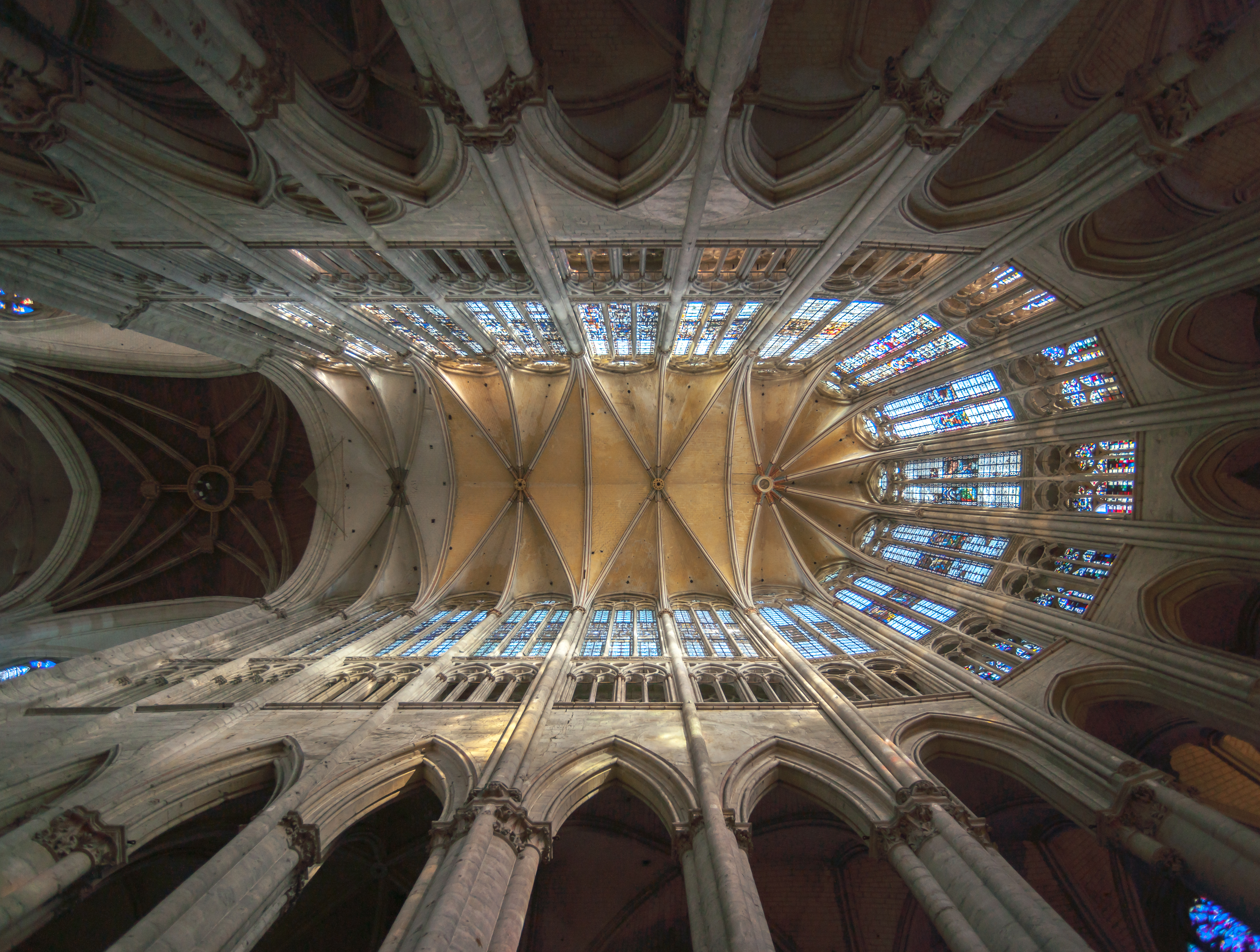
Rytm służek (pojedyncze i wiązki) schodzących ze sklepienia sześciodzielnego

Przy sklepieniu krzyżowo-żebrowym natomiast służka przyścienna przechodząc w żebro sklepienne biegła po skosie i schodziła po przeciwnej ścianie przesunięta o przęsło. Taki trójwymiarowy już układ nadawał statycznym dotąd wnętrzom wrażenie ruchu – jeden z elementów kolejnego stylu: gotyku.
Żeby zwiększyć wizualną jednolitość żebra i służki miały zazwyczaj podobną wielkość, a w późnym gotyku nawet ten sam kształt. Stąd często w literaturze nie stosuje się rozróżnienia pomiędzy żebrem a służką traktując je jako jeden element sklepienno-ścienny.
Początkowo służki biegły po ścianie nieprzerwanie, od sklepienia do posadzki, bez dodatkowych dekoracji: stanowiły monolit. Od żeber były oddzielone głowicami – początkowo prostymi –romańskimi kostkowymi, później coraz bardziej bogato rzeźbionymi. Później były przerywane przez naścienne gzymsy, gzymsy impostowe, czasem cienkie obrączki opasujące walce służek. Następnie wprowadzono służki które nie docierały już do posadzki, kończyły się na głowicach filarów, a nawet wyżej wprost na ścianie podpierane własną konsolką.

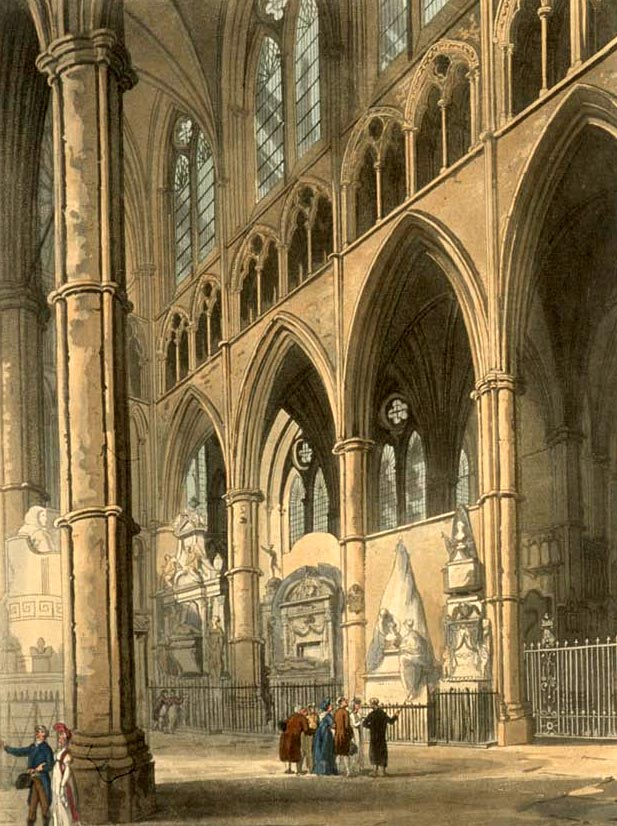
Służki ozdobione obrączkami
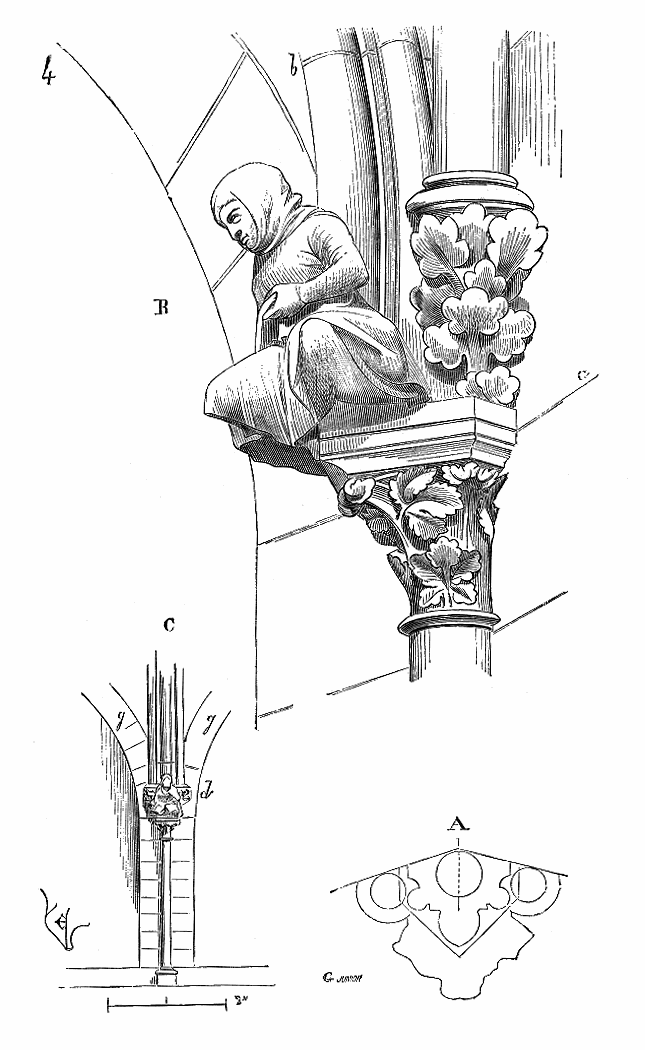
Głowica służki ozdobiona rzeźbą
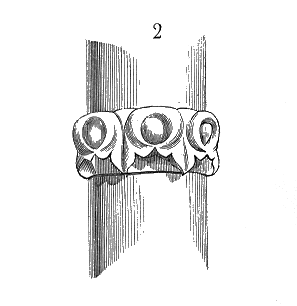
Ozdobny pierścień na służce
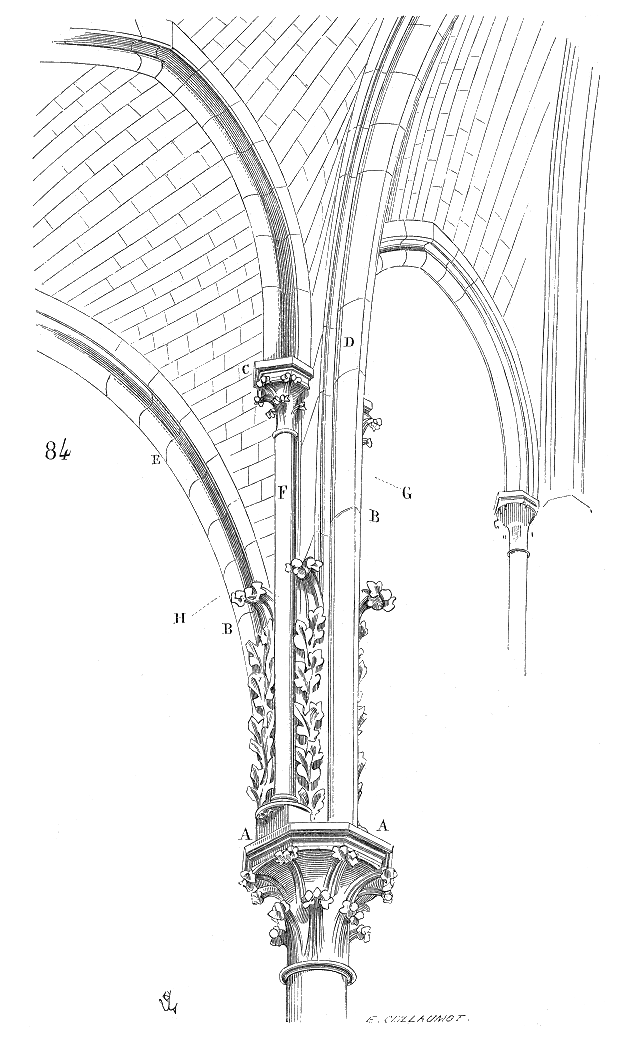
Motyw roślinny wzbogacający służkę

### Wiązki
Służki od początku stanowiły silny akcent wertykalny. Stąd ich duże znaczenie w stylu gotyckim. Akcent wertykalny spotężniał po zastosowaniu służek skupionych w wiązki.
Wprowadzenie różnego rodzaju sklepień (siatkowego, kryształowego itd.) z dużą ilością żeber spowodowało powstanie tzw. wiązek. Im więcej żeber schodzących do jednego punktu – tym większa ilość służek skupionych w tzw. wiązce. Wiązki Służek schodząc w dół zaczęły otaczać cały filar. Tak powstał tzw. filar wiązkowy. Służki schodziły po filarze wiązkowym do posadzki, lub kończyły się na głowicy filaru.

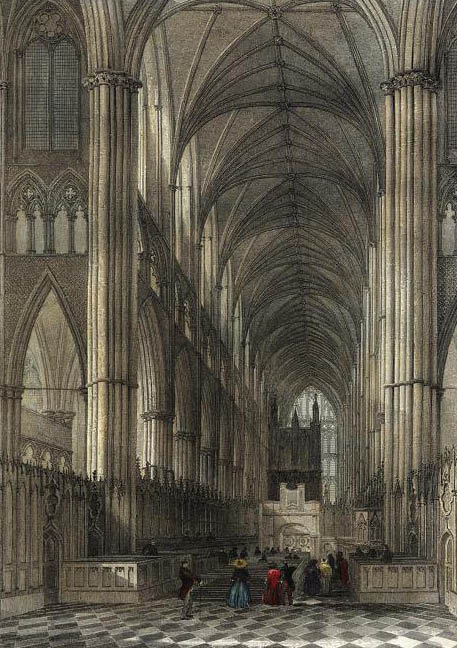
Wiązki służek schodzące w filar wiązkowy
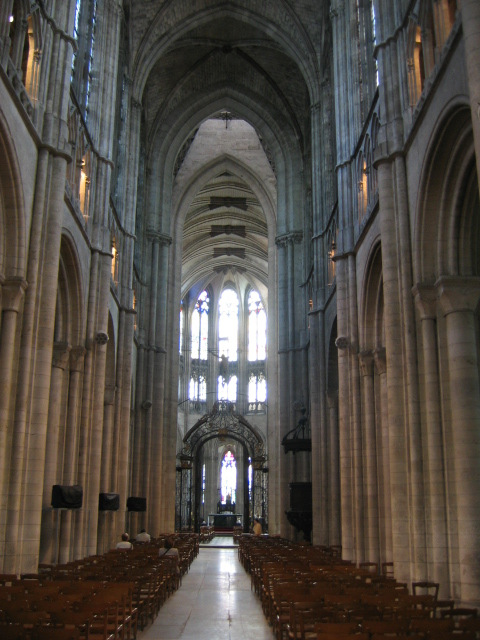
Gzyms impostowy przecinający wiązki służek
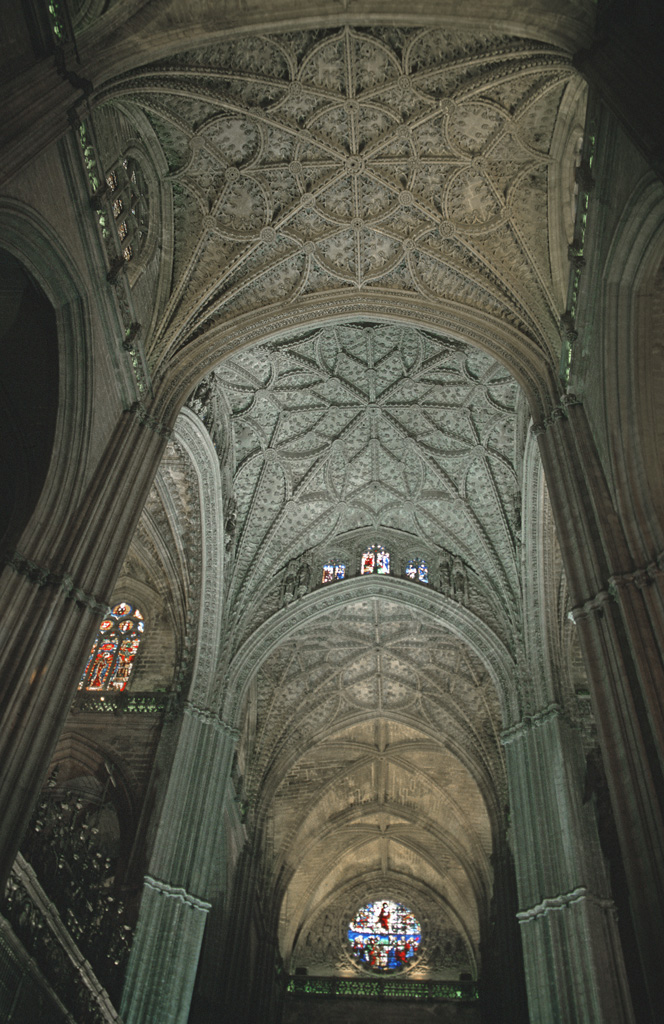
Przykład rozrzeźbienia służek i sklepienia
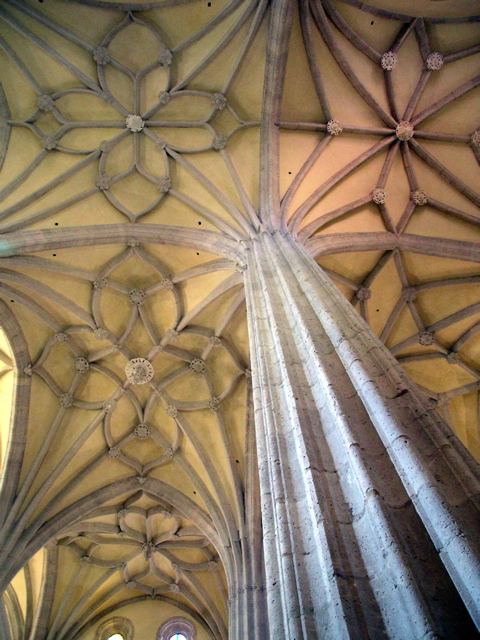
wiązka służek oplatająca filar na kształt pnia drzewa

### Laskowanie
Z biegiem czasu, wraz z rozwojem zdobienia, służki stawały się coraz smuklejsze i o coraz mocniej urozmaiconych kształtach profili. Wprowadzone stosowanie elementów wklęsło-wypukłych tzw. laskowanie spowodowało niesamowite rozrzeźbienie służek i żeber, tworząc z nich układy przypominające archiwolty. Początkowo służki wykonywano w kamieniu. Tworzono całe zespoły elementów wklęsłych i wypukłych. Kiedy coraz częściej zaczęto stosować cegłę, służki i żebra zaczęły być wykonywane z tzw. cegły kształtówki. Umożliwiło to znaczne wysmuklenie kształtów.
Sklepienia coraz bardziej przypominały korony drzew, a służki – pnie drzew. Twórcy kościołów te podobieństwo starali się nawet podkreślić. Stąd w dekoracji służek i żeber pojawiało się coraz więcej motywów roślinnych, a same służki upodabniano do pni drzew.

## Przykłady budynków w których zastosowano służki
- katedra w Durham
- bazylika św. Saturnina w Tuluzie
- katedra w Ely
- bazylika Świętej Marii Magdaleny w Vézelay
- katedra w Noyon
- katedra Notre-Dame w Laon
- katedra Notre-Dame w Paryżu
- katedra w Chartres
- katedra w Reims
- katedra w Amiens
- katedra św. Piotra i NMP w Kolonii
- katedra w Lincoln
- katedra św. Piotra w Beauvais
- katedra w Exeter
- katedra w Wells
- kościół św. Wawrzyńca w Norymberdze
- katedra w Gloucester
- kaplica w King’s College, Cambridge
- katedra św. Wita w Pradze

## Przykłady obiektów w Polsce
- kościół św. Idziego, Wrocław
- kościół św. Jakuba w Toruniu
- katedra św. Stanisława i św. Wacława w Krakowie
- kościół Wniebowzięcia NMP, Kraków
- chór katedry we Wrocławiu (1244–1272) – nadwieszone służki
- bazylika w Ziębicach (3 ćw. XIII w.) – służki przyfilarowe oraz przyścienne zakończone w środku ściany